# Daję wam ogień
Daję wam ogień – czwarty album studyjny polskiego zespołu The Bill, zawierający 14 utworów.
Płyta ta nagrana została latem 1996 roku w Izabelin Studio, a wydana w roku 2000. Realizator nagrań – Jarosław Pruszkowski. Aranżacja i produkcja – The Bill. Rysunki, projekt graficzny – Mariusz J.
Po nagraniu tej płyty kapela rozpadła się.

## Lista utworów
1. "Daję wam ogień" (muz. i sł. D. Śmietanka) – 1:35
2. "Natura" (muz. i sł. D. Śmietanka) – 4:13
3. "Centrum wynalazków" (muz. D. Śmietanka, A. Soczewica – sł. D. Śmietanka) – 2:13
4. "Ludzkie uczucia" (muz. i sł. D. Śmietanka) – 3:19
5. "Pragnij i walcz" (muz. i sł. D. Śmietanka) – 2:17
6. "O miłości" (muz. i sł. D. Śmietanka) – 3:29
7. "Nasza tradycja" (muz. i sł. D. Śmietanka) – 5:09
8. "Nie ma wolności" (muz. i sł. D. Śmietanka) – 2:24
9. "Klatka" (muz. i sł. D. Śmietanka) – 3:52
10. "Boję się" (muz. i sł. D. Śmietanka) – 2:14
11. "Ostatnia wojna" (muz. i sł. D. Śmietanka) – 6:24
12. "Moje miasto" (muz. i sł. D. Śmietanka) – 3:39
13. "Uwierz mi" (muz. D. Śmietanka, A. Soczewica – sł. D. Śmietanka) – 2:51
14. "Ty i ja" (muz. i sł. D. Śmietanka) – 5:24

## Skład zespołu
- Dariusz „Kefir” Śmietanka – gitary, wokal
- Artur „Soko” Soczewica – gitara basowa, wokal
- Robert „Mielony” Mielniczuk – perkusja

oraz
- Pinio – okrzyki